# Copacabana (Rio de Janeiro)
Copacabana és un dels barris més famosos de la ciutat de Rio de Janeiro, al Brasil. Localitzat a la zona sud de la ciutat, té una bonica platja en forma de mitja lluna i té el sobrenom de Princesinha do Mar degut a l'època daurada als anys 30, 40 i 50. Barri de bohemis, glamour i riquesa, Copacabana donà origen a moltes músiques, llibres, pintures i fotografies, tornant-se referència turística del Brasil. El barri fa frontera amb Lagoa, Ipanema, Botafogo i Leme.
El barri està ple de bons restaurants, bars, cafès, hotels, cinemes, bancs, esglésies, sinagogues (tradicionalment hi ha la comunitat jueva carioca), botigues i teatres.
El comerç està bastant diversificat, amb botigues elegants i cares barrejades i altres de perfil més popular. A partir de la dècada de 1960, la fama creixent va atreure nous pobladors provocant una gran densitat de població, fet que reduí l'estil confortable de la zona i generà una forta especulació immobiliària. La zona es va tornar en un microcosmos brasiler, unint famílies de classes diferents en aquest tros de terra espremut entre el mar i la muntanya. La població de Copacabana, de totes maneres, és en la seva major part, de classe mitjana i mitjana-alta.

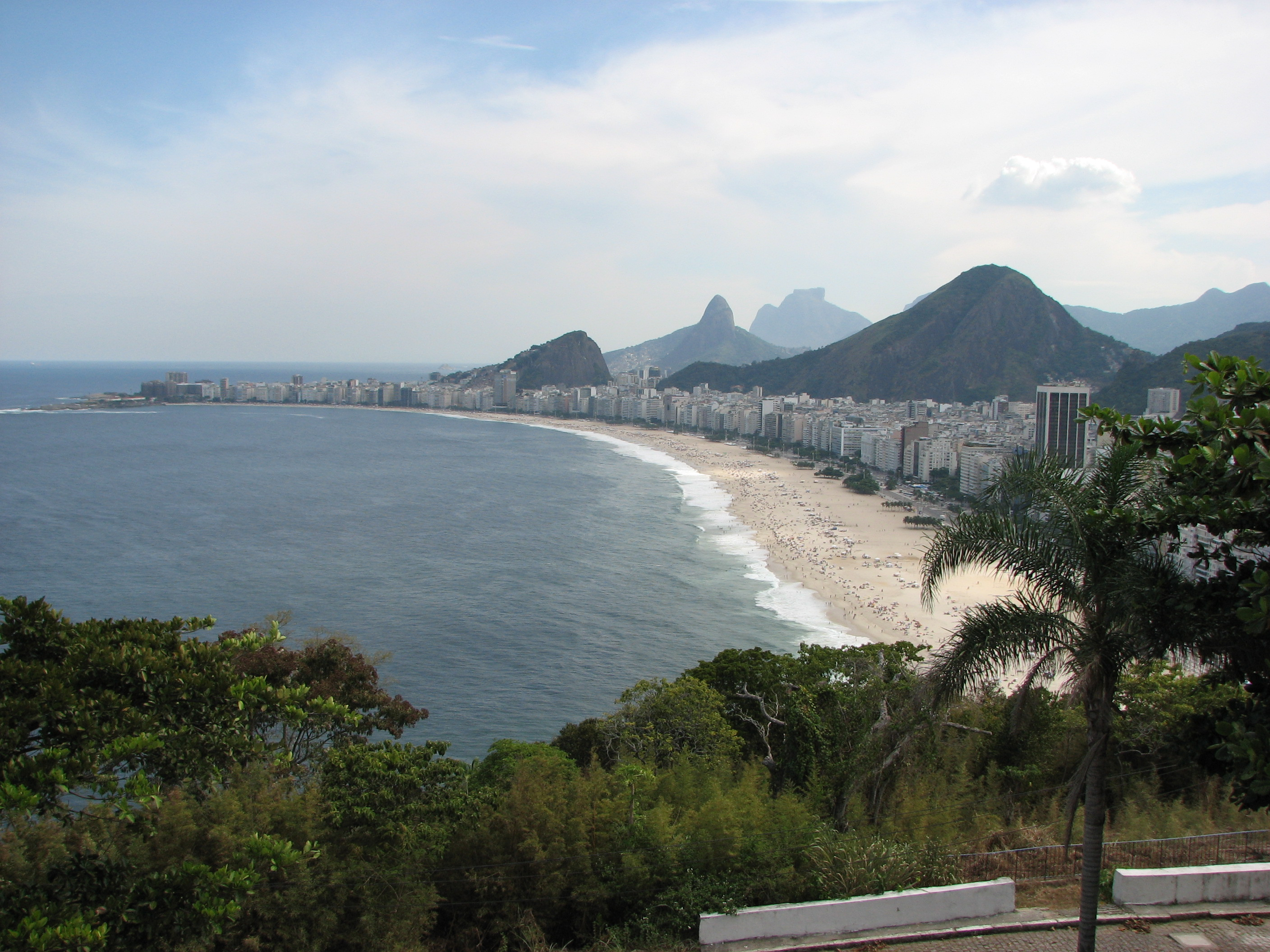
Vista de la platja de Copacabana.
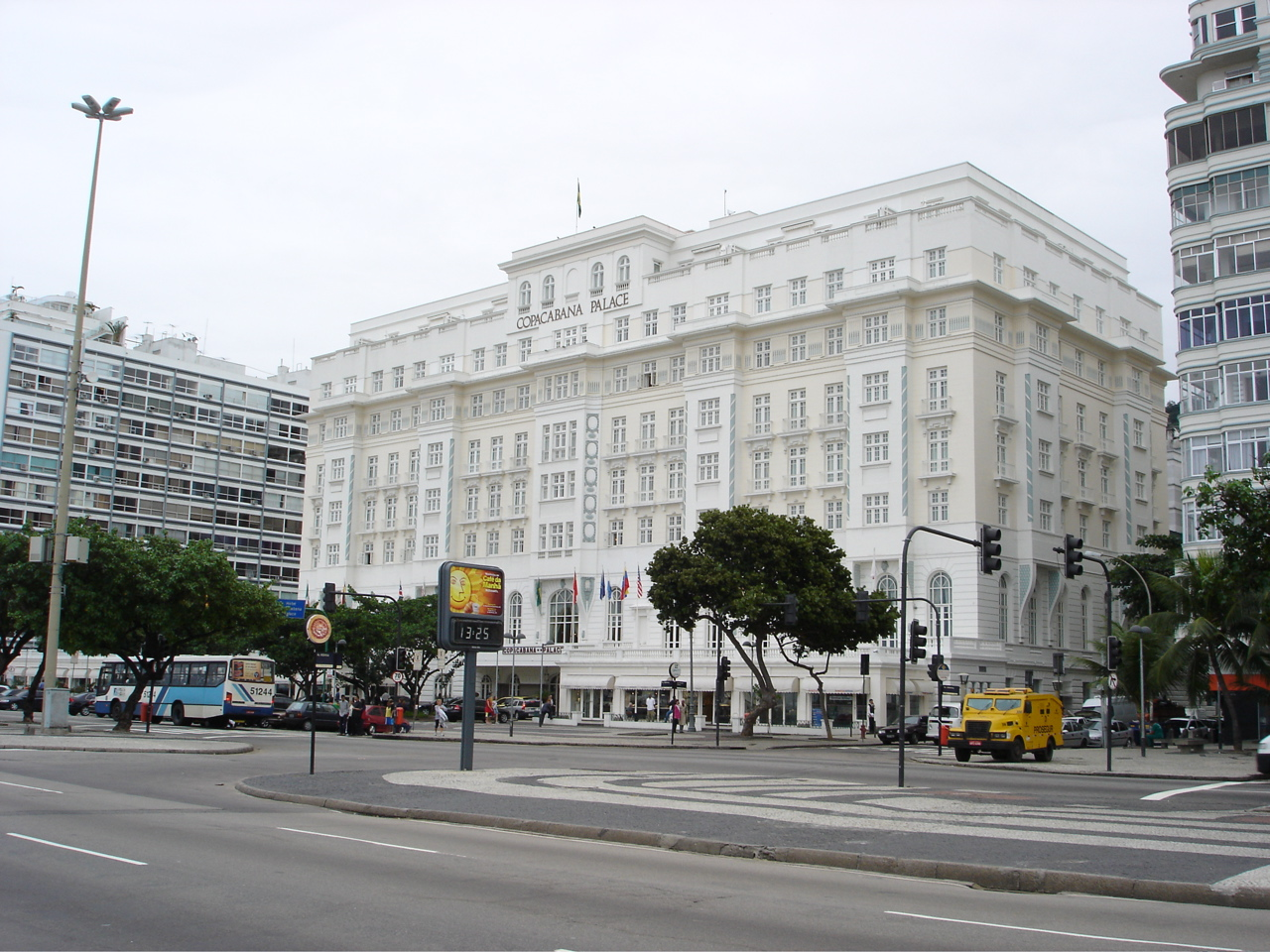
Vista del "Copacabana Palace".